# Ministère du Transport et Voies de communication
Le Ministère du Transport et Voies de Communication est un ministère de la République démocratique du Congo.

## Missions
- Organisation et gestion des Transports (transport aérien, terrestre, fluvial, lacustre et maritime) ; de l'Aéronautique civile ; de la Météorologie ; de la Marine marchande ;..
- Exploitation des Infrastructures routières, ferroviaires, maritimes, fluviales, lacustres, aéroportuaires et de météorologie ;
- Equipements des transports routier, ferroviaire, maritime, fluvial et lacustre et de l’aviation civile ;
- Qualification du personnel technique en transport routier, ferroviaire, maritime, fluvial et lacustre et de l’aviation civile ;
- Elaboration de la politique nationale des transports ;
- Développement coordonné de tous les moyens et équipements des transports publics ;
- Promotion de l’inter-modalité des transports et ses plateformes ;
- Étude pour l’organisation et le développement des activités du sous-secteur des auxiliaires des transports (commissaires en transports, transitaires, courtiers, affréteurs, agents de fret, consignataires, groupeurs, emballeurs, manutentionnaires, agents de voyage, agents portuaires tec.) ;
- Étude et élaboration des normes en matière de conditionnement et d’emballage des marchandises pour le transport, la manutention et le  stockage ;
- Octroi des titres d’exploitation et de sécurité  de transport et auxiliaires.

## Organisation
Le ministère du Transport et Voies de Communication compte un effectif total de 4.558 personnes réparties dans les structures suivantes :
- Secrétariat Général (98.391 personnes)
- Services Généraux
- Transport Terrestres
- Commission Nationale des Preventions Routières (CNPR) (178 personnes)
- Transports au Congo (TRANSCO)
- Groupe d'Étude de Transport Routier (GET) (137 personnes)
- Chemins de fer des Uele
- Société nationale des chemins de fer du Congo (SNCC)
- Marines et Voies Navigables
- Lignes Maritimes Congolaises
- Société Congolaise de Transport et Port (SCTP)
- Pool des Marins
- Congo Airways
- Autorité de l'aviation civile (ACC) (216 personnes)
- Cadre de concertation de l'aviation civile
- Comité national de sureté de l'aviation civile
- Coordination des opérations de sauvetage des aéronefs

- Le Bureau Permanent d’Enquêtes d’Accidents et Incidents d’Aviation (BPEA) du ministère est l'autorité congolaise d'enquête sur les accidents et les incidents aériens. Le BPEA a son siège au premier étage de l'Immeuble Zecodiam à Gombe (Kinshasa)[1]. Il a été créé par décret n°12/035 du 2 octobre 2012[2].
- Conseil Médical de l'Aviation (CMA) (100 personnes)
- Météorologie et Télécommunication par Satellite (METELSAT) (358 personnes)